# Stephan Goertz
Stephan Goertz (* 1964 in Oberhausen) ist ein deutscher römisch-katholischer Theologe.

## Leben

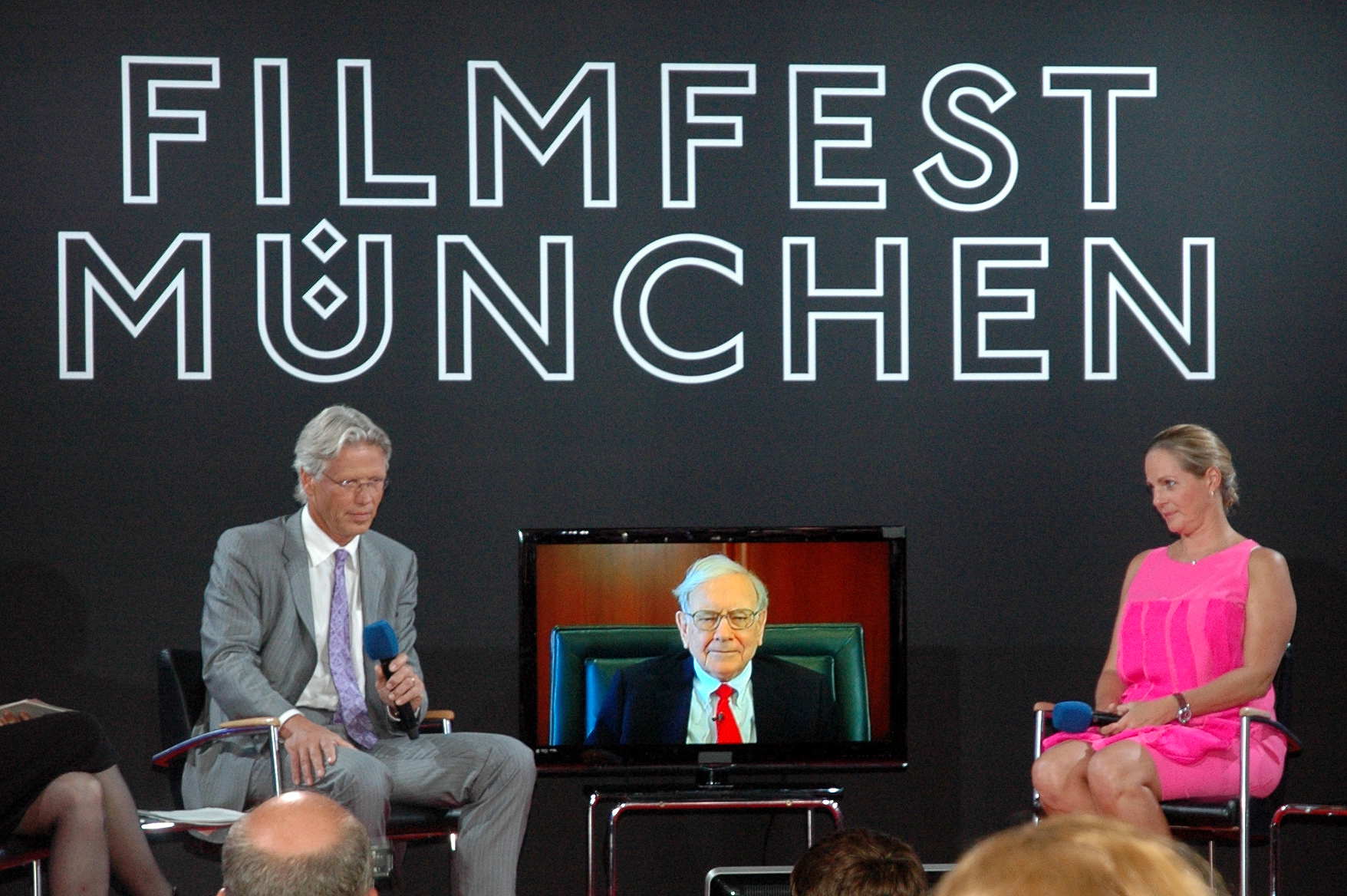
Von links: Stephan Goertz, Warren Buffett und Ariane de Rothschild auf dem Filmfest in München 2012

Goertz wuchs in Bottrop auf. Er studierte Germanistik, Publizistik und katholische Theologie an der Westfälischen Wilhelms-Universität Münster und an der Ruhr-Universität Bochum, wo er 1991 das Diplom in Katholischer Theologie erwarb. Von 1992 bis 2004 arbeitete er als wissenschaftlicher Mitarbeiter bzw. Assistent am Seminar für Moraltheologie (Antonio Autiero) der Katholisch-Theologischen Fakultät Münster. 1998 promovierte er mit der Arbeit „Moraltheologie unter Modernisierungsdruck. Interdisziplinarität und Modernisierung als Provokationen theologischer Ethik – im Dialog mit der Soziologie Franz-Xaver Kaufmanns“. Er habilitierte sich 2003 mit der Schrift „Weil Ethik praktisch werden will. Philosophisch-Theologische Studien zum Theorie-Praxis-Verhältnis“.
Von 2004 bis 2010 war Goertz Professor für Sozialethik und Praktische Theologie an der Universität des Saarlandes. Seit 2010 ist Goertz Professor für Moraltheologie an der Katholisch-Theologischen Fakultät der Johannes Gutenberg-Universität Mainz.
Zu seinen Forschungsschwerpunkten gehören Themen der Sexual- und Geschlechterethik sowie Fragen christlicher Moralbegründung (Autonomie und Glaube, Bibel und Moral). Goertz unterzeichnete 2011 das Memorandum Kirche 2011: Ein notwendiger Aufbruch. Er ist seit 2014 Mitherausgeber der Reihe „Katholizismus im Umbruch“ und seit 2022 Mitglied in der Unabhängigen Kommission zur Aufarbeitung sexueller Gewalt im Bistum Limburg.

## Werke (Auswahl)
Siehe eine vollständige Liste aller Veröffentlichungen hier.
Monografien
- Höllinger, Stephanie/Goertz, Stephan, Sebastian. Märtyrer – Pestheiliger – Queere Ikone, Freiburg i. Br. 2023.
- Breitsameter, Christof/Goertz, Stephan, Vom Vorrang der Liebe. Zeitenwende für die katholische Sexualmoral, Freiburg i. Br. 2020.
- Emunds, Bernhard/Goertz, Stephan, Kirchliches Vermögen unter christlichem Anspruch (Katholizismus im Umbruch 11), Freiburg i. Br. 2020.
- Goertz, Stephan, Weil Ethik praktisch werden will. Philosophisch-theologische Studien zum Theorie-Praxis-Verhältnis (ratio fidei 23), Regensburg 2004.
- Goertz, Stephan, Moraltheologie unter Modernisierungsdruck. Interdisziplinarität und Modernisierung als Provokationen theologischer Ethik – im Dialog mit der Soziologie Franz-Xaver Kaufmann (Studien der Moraltheologie Bd. 9), Münster 1999.

Als Herausgeber:
- Goertz, Stephan (Hg.), „Who Am I to Judge?“. Homosexuality and the Catholic Church, Berlin/ Boston 2022.
- Goertz, Stephan/Striet, Magnus (Hg.), Johannes Paul II. – Vermächtnis und Hypothek eines Pontifikats (Katholizismus im Umbruch 12), Freiburg i. Br. 2020.
- Goertz, Stephan/Witting, Caroline (Hg.), Amoris laetitia – Wendepunkt für die Moraltheologie? (Katholizismus im Umbruch 4), Freiburg i. Br. 2016.
- Goertz, Stephan (Hg.), „Wer bin ich, ihn zu verurteilen?“. Homosexualität und katholische Kirche (Katholizismus im Umbruch 3), Freiburg i. Br. 2015.
- Goertz, Stephan/Striet, Magnus (Hg.), Nach dem Gesetz Gottes. Autonomie als christliches Prinzip, Freiburg i. Br. 2014, 151–197.
- Kaufmann, Franz-Xaver, Soziologie und Sozialethik. Gesammelte Aufsätze zur Moralsoziologie, hg. v. Goertz, Stephan, Freiburg i. Br. 2013.
- Goertz, Stephan/Ulonska, Herbert (Hg.), Sexuelle Gewalt. Fragen an Kirche und Theologie, Münster/Berlin 2010.